# Coupe du monde de ski de fond 1997-1998
Navigation
Édition précédente Édition suivante
La 17e édition de la Coupe du monde de ski de fond s'est déroulée du 22 novembre 1997 au 15 mars 1998. Le Norvégien  Thomas Alsgaard remporte le classement général chez les hommes pendant que la Russe Larisa Lazutina remporte la Coupe du monde.

## Classements

### Classements généraux
| Rang | Nom                 | Points |
| ---- | ------------------- | ------ |
| 1    | Thomas Alsgaard     | 790    |
| 2    | Bjørn Dæhlie        | 678    |
| 3    | Vladimir Smirnov    | 431    |
| 4    | Mikhail Botvinov    | 330    |
| 5    | Jari Isometsä       | 316    |
| 6    | Fulvio Valbusa      | 310    |
| 7    | Mika Myllylä        | 308    |
| 8    | Erling Jevne        | 292    |
| 9    | Silvio Fauner       | 273    |
| 10   | Mathias Fredriksson | 268    |

| Rang | Nom                     | Points |
| ---- | ----------------------- | ------ |
| 1    | Larisa Lazutina         | 773    |
| 2    | Bente Skari             | 625    |
| 3    | Stefania Belmondo       | 544    |
| 4    | Anita Moen              | 462    |
| 5    | Marit Mikkelsplass      | 416    |
| 6    | Olga Danilova           | 363    |
| 7    | Trude Dybendahl         | 333    |
| 8    | Iryna Taranenko-Terelja | 329    |
| 9    | Julija Tchepalova       | 314    |
| 10   | Nina Gavriliouk         | 279    |

### Classements du sprint et des moyennes distances
| Rang | Nom              | Points |
| ---- | ---------------- | ------ |
| 1    | Thomas Alsgaard  | 486    |
| 2    | Bjørn Dæhlie     | 482    |
| 3    | Vladimir Smirnov | 247    |
| 4    | Mikhail Botvinov | 230    |
| 5    | Fulvio Valbusa   | 226    |

| Rang | Nom                | Points |
| ---- | ------------------ | ------ |
| 1    | Bente Skari        | 525    |
| 2    | Larisa Lazutina    | 480    |
| 3    | Stefania Belmondo  | 355    |
| 4    | Anita Moen         | 336    |
| 5    | Marit Mikkelsplass | 281    |

### Classements de longue distance
| Rang | Nom              | Points |
| ---- | ---------------- | ------ |
| 1    | Thomas Alsgaard  | 351    |
| 2    | Bjørn Dæhlie     | 196    |
| -    | Mika Myllylä     | 196    |
| 4    | Vladimir Smirnov | 184    |
| 5    | Jari Isometsä    | 176    |

| Rang | Nom                | Points |
| ---- | ------------------ | ------ |
| 1    | Larisa Lazutina    | 293    |
| 2    | Stefania Belmondo  | 208    |
| 3    | Olga Danilova      | 164    |
| 4    | Elena Välbe        | 136    |
| 5    | Marit Mikkelsplass | 135    |

## Calendrier et podiums

### Hommes

#### Épreuves individuelles
| Étape                                                  | Lieu          | Épreuve         | Date             | Vainqueur          | Deuxième            | Troisième          |
| ------------------------------------------------------ | ------------- | --------------- | ---------------- | ------------------ | ------------------- | ------------------ |
| 1                                                      | Beitostølen   | 10 km Classique | 22 novembre 1997 | Bjørn Dæhlie       | Vladimir Smirnov    | Erling Jevne       |
| 2                                                      | Milan         | Sprint Libre    | 10 décembre 1997 | Ari Palolahti      | Thobias Fredriksson | Christian Hoffmann |
| 3                                                      | Val di Fiemme | 10 km Classique | 13 décembre 1997 | Bjørn Dæhlie       | Sture Sivertsen     | Vladimir Smirnov   |
| 4                                                      | Val di Fiemme | 15 km Libre     | 14 décembre 1997 | Bjørn Dæhlie       | Thomas Alsgaard     | Mikhail Botvinov   |
| 5                                                      | Val di Fiemme | 15 km Libre     | 16 décembre 1997 | Fulvio Valbusa     | Thomas Alsgaard     | Bjørn Dæhlie       |
| 6                                                      | Davos         | 30 km Classique | 20 décembre 1997 | Bjørn Dæhlie       | Thomas Alsgaard     | Erling Jevne       |
| 7                                                      | Kavgolovo     | 30 km Libre     | 3 janvier 1998   | Mika Myllylä       | Thomas Alsgaard     | Fabio Maj          |
| 8                                                      | Ramsau        | 15 km Classique | 8 janvier 1998   | Thomas Alsgaard    | Mika Myllylä        | Jari Isometsä      |
| 9                                                      | Ramsau        | 30 km Libre     | 10 janvier 1998  | Thomas Alsgaard    | Silvio Fauner       | Mikhail Botvinov   |
| Jeux olympiques d'hiver de 1998 (7 au 22 février 1998) |               |                 |                  |                    |                     |                    |
| 10                                                     | Lahti         | 30 km Classique | 7 mars 1998      | Vladimir Smirnov   | Thomas Alsgaard     | Frode Estil        |
| 11                                                     | Falun         | 10 km Libre     | 11 mars 1998     | Thomas Alsgaard    | Mikhail Botvinov    | Per Elofsson       |
| 12                                                     | Oslo          | 50 km Classique | 14 mars 1998     | Alexei Prokourorov | Odd-Bjørn Hjelmeset | Bjørn Dæhlie       |

#### Épreuves par équipes
| Étape | Lieu        | Épreuve          | Date             | Vainqueur | Deuxième | Troisième |
| ----- | ----------- | ---------------- | ---------------- | --------- | -------- | --------- |
| 1     | Beitostølen | Relais 4 × 10 km | 23 novembre 1997 | NC        | NC       | NC        |

### Femmes

#### Épreuves individuelles
| Étape                                                  | Lieu          | Épreuve         | Date             | Vainqueur          | Deuxième           | Troisième           |
| ------------------------------------------------------ | ------------- | --------------- | ---------------- | ------------------ | ------------------ | ------------------- |
| 1                                                      | Beitostølen   | 5 km Classique  | 22 novembre 1997 | Larisa Lazutina    | Bente Skari        | Kateřina Neumannová |
| 2                                                      | Milan         | Sprint Libre    | 10 décembre 1997 | Bente Skari        | Trude Dybendahl    | Anita Moen          |
| 3                                                      | Val di Fiemme | 5 km Classique  | 13 décembre 1997 | Bente Skari        | Anita Moen         | Larisa Lazutina     |
| 4                                                      | Val di Fiemme | 15 km Libre     | 16 décembre 1997 | Larisa Lazutina    | Sabina Valbusa     | Stefania Belmondo   |
| 5                                                      | Davos         | 15 km Classique | 20 décembre 1997 | Elena Välbe        | Svetlana Nageykina | Anita Moen          |
| 6                                                      | Kavgolovo     | 10 km Libre     | 3 janvier 1998   | Julija Tchepalova  | Stefania Belmondo  | Larisa Lazutina     |
| 7                                                      | Ramsau        | 10 km Classique | 8 janvier 1998   | Marit Mikkelsplass | Bente Skari        | Kateřina Neumannová |
| 8                                                      | Ramsau        | 5 km Libre      | 9 janvier 1998   | Bente Skari        | Larisa Lazutina    | Kateřina Neumannová |
| 9                                                      | Ramsau        | 10 km Libre     | 11 janvier 1998  | Stefania Belmondo  | Larisa Lazutina    | Marit Mikkelsplass  |
| Jeux olympiques d'hiver de 1998 (7 au 22 février 1998) |               |                 |                  |                    |                    |                     |
| 10                                                     | Lahti         | 15 km Libre     | 7 mars 1998      | Stefania Belmondo  | Larisa Lazutina    | Svetlana Nageykina  |
| 11                                                     | Falun         | 5 km Libre      | 11 mars 1998     | Larisa Lazutina    | Stefania Belmondo  | Julija Tchepalova   |
| 12                                                     | Oslo          | 30 km Classique | 14 mars 1998     | Larisa Lazutina    | Svetlana Nageykina | Anita Moen          |

#### Épreuves par équipes
| Étape | Lieu        | Épreuve         | Date             | Vainqueur | Deuxième | Troisième |
| ----- | ----------- | --------------- | ---------------- | --------- | -------- | --------- |
| 1     | Beitostølen | Relais 4 × 5 km | 23 novembre 1997 | NC        | NC       | NC        |